# Assiettai csata
Az assiettai csatát 1747. július 19-én vívták a piemonti Susa völgyében, és az osztrák örökösödési háború egyik meghatározó eseménye volt, melynek során az Alpokon keresztül támadni szándékozó francia seregeket a savoyai–osztrák védők visszaverték a hegyekben.

## Előzmények
A franciák itáliai stratégiája előirányozta a savoyai csapatok által védett Exilles alpesi erőd elfoglalását. XV. Lajos már többször megpróbált betörni Piemontba, 1744-ben ostromolta Cuneót és csatát vívott Madonna dell’Olmónál. A következő évben egy nagy francia–spanyol hadsereg a tengerpart felől megkerülte az Alpokat és Bassignanánál jelentős vereséget mért a savoyai seregekre. A taktikai győzelmek ellenére a francia-spanyol szövetségnek nem sikerült a Szárd-Piemonti Királyságot különbékére kényszerítenie. A szárd–osztrák szövetségnek végül 1746 elején sikerült kiűznie az ellenséget Észak-Itáliából és elfoglalnia Genovát, majd pedig betörnie Provence-ba is. A genovai felkelés és a Bourbon haderők visszatérte az osztrák-szárd szövetséget egy védelmi stratégia kidolgozására kényszerítette. Míg Mária Terézia serege Genovát próbálta visszaszerezni, addig a francia-spanyol erők annak megsegítését tűzték ki célul egy – 150 gyalogezredből és 75 lovasszázadból és 2 tüzérdandárból álló – erős haderő bevetésével. A hadsereg vezetésével két tábornokot bíztak meg: Louis Charles Armand Fouquet-t, Belle-Isle grófját valamint Las Minas márkit. Kettejüknek kellett egy közös francia–spanyol hadjárat tervét kidolgozniuk. A célok meghatározásában azonban különböző állásponton voltak: Belle-Isle szerint az Alpokon átkelve lehetőség lett volna Torinó irányába támadni, míg Las Minas szerint inkább Genova védelmére kellett volna nagyobb figyelmet szentelni.
Előbb Las Minas márki elképzelései nyertek teret, de a Leutrum báró rendelkezésére álló savoyai erők – 17 savoyai és 12 osztrák zászlóalj – sikeresen lassították a tengerpart mentén való előrehaladását. Las Minas francia-spanyol egységei csak június 24-én érték el Porto Mauriziót. Ekkor vették újra elő Belle-Isle tervét és egy 50 gyalogzászlóaljból és 15 lovasszázadból és nagy számú tüzérséggel az Alpok hágói felé vették az irányt.
A sereget két hadtestre osztották és mindkettőnek a Mont Cenis-hágó felé kellett előretörnie. A hadművelet stratégiai célja ugyanaz volt, mint 1745-ben: a Forte di Exilles erőd bevétele. Ehhez azonban szükséges volt az Assietta és a Finestre hegygerinceket is ellenőrzés alá vonni.

## A helyszín
Assietta egy kopár fennsík a tengerszint felett 2500 méteres magasságban Susa és Chisone völgyei között: ennek ellenőrzése lehetővé tette egyik vagy másik völgy gyors megközelítését. III. Károly Emánuel szárd–piemonti király felismerte, hogy a franciák támadási iránya hasonló lesz a két évvel korábbihoz, ezért elrendelte a hely sáncokkal való megerődítését és 13 zászlóalj gyalogságot rendelt a hely védelmére.
Az Assiettához rendelt hadtest savoyai és osztrák csapatokból állt Giovanni Battista Cacherano di Bricherasio gróf, tábornok vezetése alatt. A sáncokat úgy alakították ki, hogy körkörös védelmet tegyenek lehetővé. A védelem kulcspozíciója a Gran Serin (Serano) hegy csúcsa volt, melyen a tábornok a rendelkezésére álló három legkiválóbb zászlóaljat helyezte el: a svájci Kalbermatten ezred 2. és 3. zászlóalját és a szintén svájci Roy ezred 3. zászlóalját. A császári Forgách, Traun, Hagenbach és Colloredo ezredek négy megbízhatónak számító zászlóalját az Assietta közvetlen védelmére rendelte. A piemonti hadsereget segítették a valdens harcosokból szervezett harccsoportok is, akik sikeres guerilla-akciókat tudtak végrehajtani az általuk jól ismert terepen. Feladatuk, mint a hasonló esetekben általában, az ellenség minél nagyobb erőinek lekötése volt, kivonva őket így a nyílt csatában bevethető állományból.
Mikor a francia hadvezetés kémek révén tudomást szerzett az ellenség erődítési munkálatairól az Assiettán, Belle-Isle azonnali támadást rendelt el.

## A csata
A franciák 32 zászlóaljjal rendelkeztek szemben a 13 szárd-osztrák zászlóaljjal, melyek közül tíz vett részt ténylegesen a harcokban. A támadáshoz három hadoszlopra osztották a sereget:
1. A jobbszárnyon haladó Villemur marsall vezette oszlop 15 zászlóaljának a Gran Serint kellett megtámadnia, majd a menetüket folytatva támadási távolságba kellett kerüljenek az Exilles erődhöz.
2. A balszárnyon haladó Mailly tábornok vezette oszlop 9 zászlóaljának Riobaconnál kialakított fedezékeket és a fennsíkot kellett megtámadni.
3. A középen haladó d’Arnault marsall parancsnoksága alatti 8 zászlóaljnak az Assietta hegygerinc tetején kialakított redutot (sáncerődöt) kellett megtámadnia.

A győzelmet biztosra vevő Belle-Isle 16:30 körül támadást rendelt el, melyet minden szektorban nagy erővel hajtottak végre. A francia taktika azonban teljes kudarcba fulladt, mert a rohamozó oszlopok nem tudtak teljes tűzerejükkel fellépni, és a védők tüze megtizedelte őket. Az Assiettán kialakított redut a mögöttes pozíciókkal harapófogóba vette a támadókat, és hamar bevehetetlen akadálynak bizonyult. A helyzetet tovább rontotta, hogy a csapataik élén haladó francia tiszteket is megtizedelte az ellenséges tűz. Belle-Isle látván, hogy a katonái nem tudják megtörni a védők ellenállását, kiragadta a zászlót az egyik zászlóvivő kezéből és így indult újabb rohamra remélvén, hogy így kellő példát mutat a katonáinak. Vállalkozása azonban végzetesnek bizonyult. Egy piemonti katonától bajonettszúrást szenvedett, majd rögtön ezután egy piemonti lövész golyója halálosan megsebesítette.
Ugyanígy járt Mailly hadoszlopa is, melynek soraiban súlyos veszteségeket okoztak a védők sortüzei és így nem tudtak olyan hatásos tűzzel válaszolni, amivel rést tudtak volna ütni a védelmen. Csak Villemur Gran Serint támadó zászlóaljai voltak képesek feljutni a hegytetőre és kellő tűzerőt kifejteni, köszönhetően annak, hogy a hegytető itt jóval tágasabb volt. Mindazonáltal a legjobb savoyai egységek ellen kellett harcolnia a sáncrendszer ellen indított támadás során. Bricherasio tábornoknak közbe kellett lépnie a közvetlen veszély elhárítására és a tartalékban álló összes zászlóalját a svájci egységek megerősítésére küldte a Gran Serinre. San Sebastiano grófot (annak a di Spigno márkinő első házasságából született fiát, akivel később, lemondása előtt rangon aluli házasságot kötött II. Viktor Amadé szárd–piemonti király), aki az Assiettán a legelöl lévő redut védelmét irányította, a pozíciójának elhagyására és a Gran Serinhez való visszavonulásra utasította. A legenda szerint San Sebastiano nem engedelmeskedett a parancsnak és a katonáival hősiesen kitartott a fennsíkon, biztosítva így a győzelmet. Öt órai harc után mind a négy rohamot visszaverték, és a franciákat végül visszavonulásra kényszerítették.
Július 22-én Károly Emánuel hálaadó istentiszteletet tartatott, amiért az Úr segítette a piemonti katonákat a franciák visszaverésében. Az eseményekre így emlékezett:
„A nagy számbeli fölényben lévő ellenségeink heves támadást intéztek az Exilles erőd feletti colle della Sieta (Assietta-hágó) csúcsán lévő sáncaink ellen és elvesztettek hat ezredzászlót, a vezető tábornokukat, számos főtisztjüket és öt-hatezer elesett, megsebesült vagy fogságba esett emberüket.”

## Veszteségek
A francia veszteségek hatalmasak voltak: az összecsapás estéjén Villemur 4984 halott, sebesült, fogságba esett és eltűnt katonája miatt bánkódhatott. A veszteség a francia sereg negyedét tette ki. Az osztrák–savoyai veszteségek jóval kisebbek voltak, az első jelentések 219 halottról és sebesültről tettek említést.

## Következmények
Az Assiettán vívott csata stratégiai szempontból nézve patthelyzet beálltát jelezte. Míg ugyanis az Alpok áttörésére irányuló francia hadműveletek meghiúsultak, addig az osztrák megszállás alatt lévő Genovát felszabadították a felkelők. Mindkét fél, különösen a francia és savoyai hadseregek számára az 1747-es hadjárat felemésztette az anyagi és emberi tartalékokat, ami béketárgyalások újrafelvételére kényszerítette XV. Lajost és III. Károly Emánuelt. A békeszerződést a következő évben, 1748-ban Aachenben kötötték meg.
Katonai szemszögből a csata annak a francia taktikának kudarcát jelentette, mely hatékony tűztámogatás fedezete nélkül, oszlopokba rendezve indított szuronyrohamra épített. Az ezzel egy időben Szász Móric által Osztrák-Németalföldön elért sikerek hamar elfeledtették a vereséget. Egészen az 1757-es roßbachi csatáig, mikor a franciák oszlopokba rendezett gyalogságát a porosz gyalogság sortüzei ismét szét nem verték, nem érte őket hasonló vereség. A savoyaiak számára 1744 tavasza óta ez volt az első csatamezőn aratott győzelem, mikor Conti herceget megállították Villafranca kikötőjénél. Az új védelmi stratégia hasznosságának ez egy fontos próbája volt.

## Emlékezete
A csata emlékére 1882-ben egy obeliszket állítottak a hegytetőn. Néhány méterre az obeliszktől egy sztélé található, mely Belle-Isle grófnak, a francia sereg itt elesett tábornokának állít emléket.
A bogia nen (piemonti nyelvjárásban: ne mozdulj) kifejezés, mellyel San Sebastian visszautasította a visszavonulásra felszólító parancs végrehajtását, a savoyai katonák, később pedig általánosan a piemonti emberek becenevévé vált.

## Fordítás
- Ez a szócikk részben vagy egészben  a   Battaglia dell'Assietta című olasz Wikipédia-szócikk fordításán alapul.  Az eredeti cikk szerkesztőit annak laptörténete sorolja fel. Ez a jelzés csupán a megfogalmazás eredetét és a szerzői jogokat jelzi, nem szolgál a cikkben szereplő információk forrásmegjelöléseként.
- Ez a szócikk részben vagy egészben  a   Testa dell'Assietta című olasz Wikipédia-szócikk fordításán alapul.  Az eredeti cikk szerkesztőit annak laptörténete sorolja fel. Ez a jelzés csupán a megfogalmazás eredetét és a szerzői jogokat jelzi, nem szolgál a cikkben szereplő információk forrásmegjelöléseként.